# Dreadnought
Dreadnought (dansk ~ Frygter Intet) var den fremherskende type af slagskibe i det 20. århundrede. Det britiske slagskib HMS Dreadnought havde en så stor betydning for udviklingen af slagskibe, da den blev søsat i 1906, at slagskibe, som blev bygget efter dette blev omtalt som 'dreadnoughts', og ældre slagskibe kom til at hedde præ-dreadnoughts. Skibets udformning indeholdt to revolutionerende fornyelser. For det første var skibet udelukkende bestykket med de største mulige kanoner og for det andet var skibet udstyret med dampturbiner. Ibrugtagningen af HMS Dreadnought satte gang i et fornyet våbenkapløb, fortrinsvis mellem Storbritannien og Det Tyske Kejserrige, men lande over hele kloden fulgte med efterhånden som den nye type krigsskibe blev et afgørende symbol på national styrke.
Konceptet med udelukkende at bruge store kanoner havde været undervejs i adskillige år inden Dreadnought blev bygget. Den kejserlige japanske flåde var begyndt at bygge et slagskib, der udelukkende havde store kanoner i 1904, men afsluttede skibet som en præ-dreadnought. United States Navy byggede også slagskibe, der udelukkende havde store kanoner.
Den tekniske udvikling fortsatte hurtigt igennem dreadnought-æraen. Efterfølgende modeller blev større og benyttede sig af fremskridt i bevæbning, pansring og fremdrift. Inden for 10 år gjorde nye slagskibe Dreadnought selv forældet. Disse kraftigere skibe blev kendt som 'super-dreadnoughts'. De fleste dreadnoughts blev hugget op efter afslutningen af 1. verdenskrig i overensstemmelse med bestemmelserne i Washington flådetraktaten, om end mange nyere super-dreadnoughts fortsat var i tjeneste under 2. verdenskrig.
Selv om bygningen af dreadnoughts brugte store ressourcer i begyndelsen af det 20. århundrede, var der kun et enkelt slag mellem flåder af dreadnoughts. I Søslaget ved Jylland stødte de britiske og tyske kampflåder sammen, uden at det kom til et afgørende resultat. Begrebet 'dreadnought' blev brugt mindre og mindre efter 1. verdenskrig, da alle slagskibe var af den type. 'Dreadnought' kan også bruges som betegnelse for slagkrydsere, den anden skibstype der udvikledes gennem dreadnought-revolutionen.

## Oprindelse
Den karakteristiske bevæbning udelukkende med store kanoner på dreadnought blev udviklet i de første år af det 20. århundrede, da de forskellige landes mariner forsøgte at forøge ildkraften og rækkevidden på deres slagskibe. Hovedparten af slagskibene før Dreadnought havde en hovedbevæbning bestående af fire tunge kanoner på 12 tommer (30 cm), en sekundær bevæbning bestående af 6-18 hurtigskydende kanoner med en kaliber på 12-19 cm og andre mindre våben. Nogle modeller havde et mellembatteri af 20 cm-kanoner. I 1903 cirkulerede der seriøse forslag om at bygge skibe kun med store kanoner i en række lande.
Bygning af den nye type skibe begyndte næsten samtidig i tre lande. Den japanske flåde gav tilladelse til bygningen af slagskibet Satsuma, der skulle have 12 styks 12 tommers-kanoner i 1904. Kølen blev lagt i maj 1905. Royal Navy begyndte at tegne HMS Dreadnought i januar 1905. Den blev køllagt i oktober samme år. Den amerikanske flåde fik tilladelse til at bygge USS Michigan, der skulle have otte 12 tommers kanoner i marts 1905; Den blev køllagt i december 1906.
Skiftet til udelukkende at bruge store kanoner blev gennemført fordi en ensartet bevæbning med store kanoner gav fordele i såvel ildkraft som ildledning. De nyeste 12 tommers-kanoner havde længere rækkevidde end en 10 tommers-kanon eller en 9,2 tommers-kanon. De fleste historikere peger også på fordele ved ildledning. På lange afstande korrigerede man kanonernes sigte ved at observere hvor det sprøjtede, når granater affyret i salver slog ned, og det var vanskeligt at fortolke forskellige sprøjt fra forskellige kalibre. Der er stadig en vis debat om dette forhold var vigtigt eller ej.

### Skydning på lang afstand
I søslag i 1890'erne var det afgørende våben af mellemstor kaliber typisk 6 tommer hurtigtskydende kanoner, der blev afskudt på forholdsvis kort afstand. Skydning til søs var for upræcist til at ramme mål på længere afstande. På disse afstande var lettere kanoner forholdsvis præcise, og deres høje skudhastighed betød at der blev afskudt mange granater mod målet. I slaget ved Yalu-floden i 1894 åbnede de sejrende japanere først ild, da afstanden var nede på 3,9 km og det meste af kampen foregik på afstande af 2 km.
I de første år af det 20. århundrede var britiske og amerikanske admiraler nået frem til den opfattelse at fremtidige slagskibe ville komme i kamp på længere afstande i takt med at torpedoernes rækkevidde øgedes. I 1903 gav U.S. Navy ordre til udformning af en torpedo, som ville være effektiv på afstande op til 3,7 km. Både britiske og amerikanske admiraler konkluderede, at det var nødvendigt at komme i kamp med fjenden på længere afstand. I 1900 gav Jackie Fisher, som ledede den britiske middelhavsflåde ordre til at man skulle træne skydning med 6 tommer-kanoner på afstande af 5,5 km. I 1904 overvejede det amerikanske Naval War College betydningen for slagskibenes taktik af torpedoer med rækkevidder på 6,3-7,2 km.
Rækkevidden på lette og mellemsvære kanoner var begrænset, og præcisionen dalede kraftigt på længere afstande. På længere afstande faldt fordelen ved en høj skudhyppighed også. Præcis skydning afhang af at observere nedslagene fra den foregående skudsalve, hvilket lagde en begrænsning på hvor kort der skulle være mellem skuddene.
I 1900'erne voksede den effektive rækkevidde af de tunge kanoner. Det var blevet godtgjort under kanonøvelserne i 1904 og blevet bekræftet i kamp under Slaget ved Tsushima i 1905.

### Kun store kanoner eller blandet kaliber
En måde at bygge kraftigere slagskibe på var at gøre det sekundære batteri mindre og tilføje flere store kanoner. Disse skibe blev beskrevet som 'store kanoner af blandet kaliber' eller senere 'halv-dreadnoughts' omfattede de britiske King Edward VII- og Lord Nelson-typer af slagskibe, den franske Danton type og det japanske slagskib Satsuma. Udformningsprocessen for disse skibe omfattede ofte en diskussion af et 'store kanoner af samme kaliber'-alternativ.
Juni 1902-nummeret af Proceedings of the US Naval Institute indeholdt kommentarer fra U.S. Navys ledende ekspert i kanonskydning professor P.R Alger, som foreslog et hovedbatteri med 8 styks 12 tommer kanoner i dobbelttårne. I maj 1902 indleverede Bureau of Construction and Repair en tegning af et slagskib med 12 styks 10 tommers kanoner i dobbelttårn, to i enderne og fire på siderne. Kommandørløjtnant H. C. Poundstone indsendte en skrivelse til Præsident Roosevelt i december 1902 hvor han argumenterede for større slagskibe. I et tillæg til hans skrivelse antydede Poundstone, at et større antal 11 tommer- og 9 tommer-kanoner var bedre end et mindre antal 12 og 9 tommer. Naval War College og Bureau of Construction and Repair udviklede disse idéer i studier mellem 1903 og 1905. Krigsspilsstudier indledt i juli 1903 "viste at et slagskib bevæbnet med 12 11-tommer eller 12-tommer kanoner hexagonalt placeret ville svare til tre eller flere af den konventionelle type".
I den britiske flåde så man den samme trend. En tegning havde også cirkuleret i 1902-03 med "en kraftig 'udelukkende store kanoner' bestykning i to kalibre, dvs. fire 12-tommer og tolv 9,2-tommer kanoner". Admiralitetet besluttede imidlertid i stedet at bygge yderligere tre slagskibe af King Edward VII-typen (med en blanding af 12-tommer, 9,2-tommer og 6-tommer) i byggeprogrammet for 1903-04. Konceptet blev taget op igen for 1904-05-programmet, Lord Nelson-typen. Begrænsninger på længde og bredde betød at de midtskibs 9,2 tommers-tårne blev til et enkelt i stedet for to, og bestykningen blev således på fire styks 12-tommer, 10 styks 9,2-tommer og ingen 6-tommer. Konstruktøren af dette design, J.H. Narbeth, indleverede en alternativ tegning, som indeholdt en bestykning med 12 styks 12-tommers-kanoner, men admiralitetet var ikke indstillet på at godkende dette. En del af grundlaget for beslutningen om at beholde blandingen af kalibre var behovet for at begynde bygningen af skibene hurtigt på grund af den anspændte situation, som var opstået gennem den russisk-japanske krig.

### Skiftet til kun store kanoner
Udskiftningen af 6- eller 8 tommer-kanoner med 9,2 eller 10 tommer betød en væsentlig forøgelse af slagskibenes ildkraft – især på større afstande. Ensartede store kanoner gav imidlertid mange andre fordele. En fordel var en logistisk forenkling. Da den amerikanske flåde overvejede, om man skulle have en bevæbning af blandet kaliber på f.eks. South Carolina-typen, påpegede William Sims og Homer Poundstone fordelene ved ensartethed i forbindelse med forsyning med ammunition og overførsel af besætninger fra andre kanoner til at erstatte sårede kanonerer.
En ensartet kaliber betød en forenklet ildkontrol. Designerne af Dreadnought foretrak en størrelse kanoner fordi det ville betyde at der kun skulle foretages et sæt kalkulationer af afstand og korrektioner hertil.
Nogle historikere mener i dag at en ensartet kaliber især var vigtig, fordi risikoen for forveksling af nedslag fra 12 tommer og kanoner af mindre kaliber gjorde det svært at bedømme afstanden. Dette synspunkt er imidlertid kontroversielt. Ildkontrollen i 1905 var ikke tilstrækkelig avanceret til at benytte den salveskydningsteknik hvor denne forvirring kunne være af betydning, og forvirring vedrørende nedslag lader ikke til at have været en bekymring for de som arbejdede med tegninger til kun-store-kanoner skibe. Ikke desto mindre var sandsynligheden for kamp på lange afstande af stor betydning da man valgte at de størst mulige kanoner skulle være standarden, og derfor 12 tommer-kanoner frem for 10 tommer.
Hertil kom at de nyere modeller af 12 tommer-kanoner havde en betydelig højere skudfrekvens, hvilket fjernede den fordel, som de mindre kalibre tidligere havde haft. I 1896 kunne en 12 tommers-kanon måske afskyde en granat hvert 4. minut. I 1902 var to skud i minuttet det almindelige. I oktober 1903 udgav marinearkitekten Vittorio Cuniberti et papir i Jane's Fighting Ships med titlen "An Ideal Battleship for the British Navy", som opfordrede til at man byggede et 17.000 tons-skib, som havde en bestykning på 12 styks 12 tommer-kanoner beskyttet af et 12 tommer tykt panser, og med en fart på 24 knob. Cunibertis idé – som han allerede havde foreslået sin egen flåde Regia Marina – var at gøre brug af den høje skudhyppighed fra de nye 12 tommers-kanoner til at frembringe en ødelæggende hurtig-skydning fra svære kanoner frem for den ildstorm, der tidligere kom fra lettere kanoner. Noget lignende lå bag det japanske skridt mod tungere kanoner. I Slaget ved Tsushima indeholdt de japanske granater en større andel sprængstof end normalt, og var indstillet til at eksplodere ved anslag, hvormed de startede brande frem for at gennemtrænge panseret. Den større skudhyppighed dannede grundlag for fremtidige fremskridt i ildledelsen.

### Bygningen af de første dreadnoughts
I Japan var de to slagskibe i 1903-04-byggeprogrammet de første i verden, der blev køllagt som skibe med kun store kanoner, med 8 styks 12 tommer-kanoner. Deres pansring blev imidlertid vurderet til at være for tynd, så de skulle igennem en betydelig omformning. Det finansielle pres fra den russisk-japanske krig og mangel på 12 tommer-kanoner, som måtte importeres fra Storbritannien, betød at disse skibe endte med at blive færdigbygget med en blanding af 12- og 10 tommer-kanoner. Disse skibe havde også traditionelle tripel-ekspansions dampmaskiner i modsætning til Dreadnought.
Gennembruddet for dreadnought-typen skete i Storbritannien i oktober 1905. Den nye First Sea Lord, Jackie Fisher havde længe været en fortaler for ny teknologi i Royal Navy og var kort tid inden blevet overbevist om fordelene ved kun-store-kanoner slagskibe. Fisher får ofte æren for at være skaberen af dreadnoughten og for at være faderen til Storbritanniens store dreadnought-slagskibsflåde, et indtryk han selv sidenhen gjorde meget for at forstærke. Det er imidlertid blevet antydet at Fishers største interesse lå i udviklingen af slagkrydseren og ikke slagskibet.
Kort efter sin udnævnelse nedsatte Fisher en designkomité, som skulle overveje udformning af fremtidige slagskibe og pansrede krydsere. Komitéens første opgave bestod i at udforme et nyt slagskib. Specifikationen for det nye skib var et 12 tommers hovedbatteri og anti-torpedobådskanoner, men uden angivelse af kaliber, samt en hastighed på 21 knob, hvilket var 2-3 knob hurtigere end eksisterende slagskibe. De første tegninger lagde op til 12 styks 12 tommers-kanoner, selv om vanskeligheder med at få placeret disse kanoner fik hovedkonstruktøren til på et vist tidspunkt at foreslå en tilbagevenden til fire styks 12 tommer-kanoner og 16 eller 18 styks 9,2 tommer-kanoner.
Efter en fuld gennemgang af rapporterne fra slaget ved Tsushima, som var indsamlet af den officielle observatør, kaptajn William Christopher Pakenham, endte komitéen med et hovedbatteri på 10 styks 12 tommers-kanoner sammen med 22 styks 12 punds-kanoner som sekundær bestykning. Komitéen besluttede også at give Dreadnought dampturbine-fremdrift. Det var aldrig set før i et stort krigsskib. Den større effektivitet af turbinerne betød at den ønskede hastighed på 21 knob kunne opnås i et mindre og billige skib end hvis der var blevet anvendt en traditionel stempelmaskine. Bygningen foregik bemærkelsesværdigt hurtigt. Kølen blev lagt den 2. oktober 1905 og søsat den 10. februar 1906. Det var færdigt den 3. oktober 1906 – en imponerende demonstration af Storbritanniens industrielle kunnen.
De første amerikanske dreadnoughts var South Carolina-klassen. Detaljerede planer for disse skibe blev udarbejdet mellem juli og november 1905 og godkendt af Board of Construction den 23. november 1905. Bygningen gik imidlertid langsomt. Specifikationerne til budgiverne blev udsendt den 21. marts 1906 og kontrakterne givet den 21. juli 1906, og de to skibe blev køllagt i december 1906, efter færdiggørelsen af Dreadnought.

## Design
Konstruktørerne af dreadnoughterne forsøgte at give mest mulig beskyttelse, fart og ildkraft
i et skib i en realistisk størrelse og pris. Kendetegnet for et dreadnought slagskib var kun-store-kanoner, men de havde også en tyk pansring fortrinsvis i et tykt bælte ved vandlinjen og i et eller flere pansrede dæk. Hertil kom at sekundære kanoner, ildkontrol, ledelsesudstyr og beskyttelse mod torpedoer også måtte klemmes ind i skroget.
Den uundgåelige konsekvens af krav om højere hastighed, slagkraft og rækkevidde betød at størrelsen, og dermed prisen, på dreadnoughts voksede. Washington flådetraktaten i 1922 fastlagde en overgrænse på 35.000 tons for slagskibe. I de efterfølgende år blev der bygget en række slagskibe indenfor denne grænse. Japans beslutning om at forlade traktaten i 1930'erne og udbruddet af 2. Verdenskrig gjorde til sidst denne grænse overflødig.

### Bestykning
Dreadnoughts havde et ensartet hovedbatteri med kanoner af tung kaliber mens antal, størrelse og placering varierede. HMS Dreadnought selv havde 10 12-tommer kanoner. Disse kanoner havde været standarden i de fleste flåder i præ-dreadnought æraen og det fortsatte i den første generation af dreadnoughts. Den tyske flåde var en undtagelse, idet man her fortsatte med at bruge 28 cm (11-tommer) kanoner i den første generation af dreadnoughts, Nassau klassen.
Dreadnoughts var også udstyret med lettere kanoner. Mange tidlige dreadnoughts havde meget lette kanoner, der skulle bekæmpe torpedobåde. Men den sekundære bevæbnings kaliber og vægt havde en tendens til at vokse, efterhånden som torpedoer fik længere rækkevidde og de destroyere, der skulle affyre dem, blev mere solide. Fra slutningen af 1. Verdenskrig og frem måtte slagskibe også udstyres med anti-luftskyts, typisk i form af et stort antal lette kanoner.
Dreadnoughts var meget ofte også selv udstyret med torpedorør. I teorien kunne en slaglinje med slagskibe, der var udstyret med torpedorør, afskyde en ødelæggende salve af torpedoer mod en fjendtlig linje, der sejlede på en parallel kurs. I praksis ramte torpedoer affyret fra slagskibe meget sjældent, samtidig med at der var en risiko for at sådanne opmagasinerede torpedoer kunne forårsage farlige eksplosioner, hvis de blev ramt af fjendens granater.

#### Placering af kanonerne
Kanonernes effektivitet afhang til dels af placeringen af kanontårnene. Dreadnought og de britiske skibe, som fulgte lige efter, havde fem tårne: et foran, to bagude på skibets midterakse og to på siderne ved siden af overbygningen. Det betød at tre tårne kunne skyde fremad og fire i bredsiden. Nassau og Helgoland klasserne af tyske dreadnoughts benyttede en heksagonal placering, med et tårn foran og et bagude samt fire i siderne. Det betød at der var flere kanoner i alt, men samme antal kunne skyde fremad eller i bredsiden som Dreadnought.
Dreadnought konstruktioner eksperimenterede med forskellige opstillinger. Den britiske Neptune klassen placerede sidetårnene forskudt, så alle ti kanoner kunne affyres i bredsiden, en model som også blev anvendt af den tyske Kaiser klasse. Dette indebar imidlertid en risiko for at man affyring af kanonerne kunne beskadige de dele af skibet, som kanonen skød henover, og udsatte skibets struktur for store belastninger.
Hvis alle tårnene var placeret på skibets midterlinje var belastningerne på skibets struktur forholdsvis små. Det betød også at alle de store kanoner kunne affyres i en bredside, mens færre kunne skyde fremad eller bagud. Det betød også at skroget skulle være længere, hvilket gav skibsbyggerne nogle udfordringer, da et længere skib måtte have en større pansring for at få den samme beskyttelse, og magasinerne som betjente hvert tårn greb ind i placeringen af dampkedler og maskiner. Af disse årsager blev HMS Agincourt fra 1913, som havde ikke mindre end 14 12-tommer kanoner i syv tårne på midterlinjen ikke anset for at være en succes.
Man endte med et standard layout hvor et eller to tårne blev hævet, så kanonerne kunne skyde henover et foranliggende tårn. U.S. Navy brugte denne metode i deres første dreadnoughts i 1906, men andre lande var langsomme til at følge efter. Som med andre placeringer var der ulemper forbundet med det. I starten var der bekymringer om effekten af affyring af de øvre kanoner på det nedre tårn. Ved at hæve et eller flere tårne ændrede man også på skibenes tyngdepunkt, hvilket kunne forringe deres stabilitet. Dette layout betød imidlertid at man fik den størst mulige ildkraft fra et begrænset antal kanoner, og blev med tiden indført overalt.  U.S. Navy brugte hævede tårne i South Carolina klassen og layoutet blev indført i Royal Navy med Orion klassen i 1910. Da man nåede til 2. Verdenskrig var dette layout helt igennem standard.
I starten havde alle dreadnoughts to kanoner i tårnene. En mulig løsning på problemet med placering af tårnene var at placere tre eller fire kanoner i hvert tårn. Færre tårne betød at skibet kunne gøres kortere, eller havde mere plads til maskiner. På den anden side betød det, at hvis en fjendtlig granat ødelagde et tårn ville flere kanoner blive sat ud af spillet. Risikoen for at chokbølgerne fra hvert kanonløb dannede interferens med andre i samme tårn nedsatte skudhyppigheden fra kanonerne noget. Det første land, som indførte et tårn med tre kanoner var Italien i slagskibet Dante Alighieri, snart efterfulgt af Rusland med Gangut klassen, den Østrig-ungarske Tegetthoff klasse og den amerikanske Nevada klasse. Den britiske flåde indførte ikke triple-tårne indtil efter 1. Verdenskrig med Nelson
klassen. Adskillige senere modeller havde tårne med fire kanoner herunder den britiske King George V klasse og den franske Richelieu klasse.

#### Hovedkanonernes kraft og kaliber
Frem for at forsøge at placere flere kanoner på et skib kunne man forøge styrken af hver kanon. Det kunne man enten gøre ved at forøge kanonerne kaliber, og dermed granatvægten, eller ved at forlænge løbet, så man fik en højere mundingshastighed. I begge tilfælde fik man mulighed for at forøge rækkevidden og tykkelsen på det panser, som man kunne gennembryde.
Begge metoder havde fordele og ulemper, selv om højere mundingshastighed i reglen betød at kanonrørene blev slidt hurtigere. Når kanoner afskydes slides deres kanonrør, hvilket betyder at præcisionen falder og de må til sidst skiftes ud. Til tider blev det problematisk. I 1910 havde U.S. Navy alvorlige overvejelser om at stoppe træningsskydning med de tunge kanoner på grund af sliddet på kanonrørene. Ulemperne ved tungere kanoner var især to: for det første vejede de nødvendige kanoner og tårne mere, og for det andet måtte tungere og langsommere granater affyres i en højere vinkel for at få den samme rækkevidde, hvilket påvirkede konstruktionen af kanontårnene. Den store fordel ved at forøge kaliberen var at tungere granater også påvirkes mindre af luftmodstand og derfor beholder en større gennemslagskraft på lange afstande.
De forskellige flåder nærmede sig valget af kaliber på forskellig vis. Den tyske flåde f.eks. brugte generelt en mindre kaliber end de tilsvarende britiske skibe, f.eks. 12-tommer da den britiske standard var 13,5-tommer. Men fordi det tyske stål var bedre var den tyske 12-tommer kanon den britiske 12-tommer overlegen hvad angår granatvægt og mundingshastighed, og da de tyske kanoner vejede mindre end de britiske 13,5-tommer kanoner kunne tyske skibe tillade sig at have et større panser.
Alt taget i betragtning var der en tendens til at kanonernes kaliber voksede. I Royal Navy havde Orion klassen, der blev søsat i 1910, ti 13,5-tommers kanoner på midterlinjen. Queen Elizabeth klassen, der blev søsat i 1913, havde otte 15-tommer kanoner. I alle flåder voksede kanonernes kaliber og antallet af kanoner faldt som kompensation. Det mindre antal kanoner betød at det blev lettere at placere dem, og tårne på midterlinjen blev helt igennem normen.
Et yderligere skridt i samme retning var planlagt for de skibe, der blev køllagt ved slutningen af 1. Verdenskrig. Den japanske Nagato klasse fra 1917 var udstyret med 16-tommer kanoner, hvilket hurtigt blev modsvaret af U.S. Navys Colorado klasse. Både Storbritannien og Japan planlagde slagskibe med 18-tommer kanoner, for briternes vedkommende N3 klassen. Imidlertid betød Washington flådetraktaten at disse planer med deres enorme kanoner aldrig kom videre end til tegnebordet.
Washington flådetraktaten begrænsede størrelsen på slagskibes kanoner til 16 tommer. Senere traktater fastholdt denne grænse, selv om nedskæringer af grænsen til 11, 12 eller 14 tommer blev foreslået. De eneste slagskibe som overskred grænsen var den japanske Yamato klasse, som blev påbegyndt i 1937 (efter at traktaten var udløbet), som var udstyret med 460 mm (18,1 tomme) hovedkanoner. Midt under 2. verdenskrig brugte Storbritannien 15-tommer kanoner, som var gemt som reserver til Queen Elizabeth klassen, på det sidste britiske slagskib HMS Vanguard.
En række modeller blev tegnet under 2. verdenskrig, som foreslog endnu et skridt mod enorme kanoner. De tyske H-43 og H-44 modeller opererede med 508 mm kanoner (20 tommer), og der er dokumentation for at Hitler ønskede kalibre helt oppe på 609 mm (24 tommer). Det japanske 'Super Yamato' design benyttede også 508 mm kanoner. Intet af disse forslag nåede videre end til et meget foreløbigt stadium.

#### Sekundær bevæbning
De første dreadnoughts havde en tendens til at have meget lette sekundære kanoner, der var tænkt til at beskytte dem mod torpedobåde. Dreadnought selv havde 12-punds kanoner. Hver af dens 22 12-punds kanoner kunne affyre 15 granater i minuttet mod enhver angribende torpedobåd. South Carolina og andre tidlige amerikanske dreadnoughts have lignende bevæbning. Dengang forventede man, at torpedobåde angreb uafhængigt af resten af flåden. Derfor var der ikke behov for at pansre de sekundære kanoner eller beskytte besætningerne mod trykbølgerne fra de store kanoner. De lette kanoner blev derfor opstillet i ubeskyttede stillinger højt oppe på skibet for at minimere vægten og maksimere skudfeltet.
I løbet af nogle få år skiftede den største trussel til at komme fra destroyere, der var større, havde større kanoner og var vanskeligere at ødelægge end torpedobådene. Da risikoen fra destroyerne var særdeles alvorlig, blev det anset for nødvendigt at en granat fra et slagskibs sekundære bevæbning skulle kunne sænke, og ikke bare beskadige, en angribende destroyer. Destroyere blev i modsætning til torpedobåde forventet at angribe som led i et generelt flådeslag, så det var nødvendigt at de sekundære kanoner var beskyttede mod granatsplinter fra tunge kanoner og fra trykbølgen når hovedkanonerne blev affyret. Denne tankegang om den sekundære bevæbning blev fra starten anvendt af den tyske flåde. Nassau, f.eks. havde tolv 15 cm kanoner og seksten 8,8 cm kanoner og senere tyske dreadnought klasser fulgte i dens kølvand. Disse tungere kanoner blev i reglen opstillet i pansrede barbetter på hoveddækket. Royal Navy forøgede de sekundære kanoner fra 12-punds til først 4-tommer og senere 6-tommer kanoner, som var standarden ved 1. verdenskrigs begyndelse Amerikanerne brugte 5-tommer som standard i krigen, men planlagde at gå over til 6-tommer på de skibe som blev designet lige efter. 
Den sekundære bevæbning fungerede også i andre roller. Man håbede at en mellem tung granat kunne ramme fjendtlige dreadnoughts følsomme ildledningssystemer. Det blev også antaget, at den sekundære bevæbning kunne spille en vigtig rolle ved at afholde fjendtlige krydsere fra at angribe et beskadiget slagskib.
Den sekundære bevæbning af dreadnoughts var alt i alt utilfredsstillende. En træffer fra en let kanon kunne ikke forventes at stoppe en destroyer. Tungere kanoner kunne ikke forventes at ramme en destroyer, som det viste sig i slaget ved Jylland. Opstilling af tungere kanoner i barbetter viste sig også at være problematisk. Ved at være placeret lavt på skroget viste de sig udsatte for oversvømmelse, og på adskillige klasser blev nogle af dem fjernet. Den eneste sikre måde at beskytte en dreadnought fra at blive angrebet af destroyere eller torpedobåde var at lade den eskortere af egne destroyere. Efter 1. Verdenskrig var der en tendens til at den sekundære bevæbning blev installeret i tårne på det øvre dæk og omkring overbygningen. Det gav et bredt skudfelt og god beskyttelse uden de negative sider ved barbetterne. I løbet af 1920'erne og 1930'erne blev den sekundære bevæbning i stigende grad set som en del af anti-luftskyts batteriet, og der blev i stigende grad installeret kombinerede kanoner, som kunne affyres i en høj vinkel.

### Pansring
En stor del af vægten af en dreadnougt skyldtes stålpanseret. Skibskonstruktører brugte megen tid på at skabe den bedste beskyttelse for deres skibe mod de forskellige våben, som de kunne komme til at stå overfor. Der var imidlertid grænser for hvor meget panseret kunne veje, hvis det ikke skulle gå ud over hastighed, ildkraft eller rækkevidde.

#### Det centrale citadel
Hovedparten af en dreadnoughts pansring var koncentreret omkring det 'pansrede citadel'. Det var en kasse med fire pansrede vægge og et pansret loft rundt om de vigtigste dele af skibet.
Siderne i citadellet bestod af skibets 'pansrede bælte', som begyndte på skroget lige foran det forreste kanontårn og fortsatte til lige bag det bagerste kanontårn. Enderne på citadellet bestod af to pansrede skotter, som strakte sig mellem enderne af de pansrede bælter. Loftet på citadellet var et pansret dæk. Inde i citadellet var dampkedlerne, maskinerne og magasinerne. En træffer i et af disse områder kunne beskadige eller ødelægge skibet. Bunden i kassen var bunden af skibets skrog og var ikke pansret. 
De tidligste dreadnoughts var bygget til at tage del i et slag mod andre slagskibe på afstande op til 9 km. I en sådan kamp ville granaterne flyve i en forholdsvis flad bane, og granater skulle ramme på eller lige over vandlinjen for at beskadige skibet vitale dele. Af samme grund var de tidlige dreadnoughts panser koncentreret om et tykt bælte ved vandlinjen. Det var 11 tommer (28 cm) tykt på Dreadnought. Bag dette bælte lå skibets kullagre for yderligere at beskytte de vitale dele. I et slag af denne type var der således kun en mindre risiko for indirekte beskadigelser af skibets vitale dele. En granat, som ramte over bæltet og eksploderede kunne sende granatsplinter i alle retninger. Disse splinter var farlige, men kunne stoppes af langt tyndere panser, end det der skulle til for at stoppe en ueksploderet panserbrydende granat. Til at beskytte den indre af skibet fra splinter fra granater, der eksploderede mod overbygningen, blev der anvendt et langt tyndere panser på skibets dæk.
Mens den tykkeste beskyttelse var forbeholdt det centrale citadel i alle slagskibe, var der nogle flåder som også brugte en tyndere bælte op på ydersiden af skroget. Dette gradvist tyndere panser blev brugt af de store europæiske flåder – Storbritannien, Tyskland og Frankrig.
Denne metode betød at en større del af skibet var pansret i nogen grad. I de første dreadnoughts, hvor højeksplosive granater stadig blev anset for en væsentlig trussel, var dette hensigtsmæssigt. Det havde imidlertid en tendens til at forkorte hovedbæltet så det kun beskyttede en smal stribe over vandlinjen. Nogle flåder opdagede, at når deres dreadnoughts var tungt lastede var det pansrede bælte helt under vandlinjen. Alternativet var et alt-eller-intet panser, som blev udviklet af den amerikanske flåde. Panserbæltet var bredt og tykt, men der var ikke noget sidepanser i enderne af skibet eller af de øvre dæk. Det pansrede dæk var også tykkere. Alt-eller-intet systemet gav en bedre beskyttelse ved søslag mellem dreadnought flåder på meget lang afstand, og blev indført udenfor U.S. Navy efter 1. Verdenskrig.
Under udviklingen af dreadnoughterne ændrede mønstret for pansringen sig så den afspejlede den større risiko for nedfaldende granater affyret på lang afstand og den voksende risiko fra panserbrydende bomber fra fly. Senere modeller lagde større vægt på pansringen af dækket.
 Yamato havde et 16 tommer panserbælte, mens dækket var 9 tommer tykt.

#### Undervands beskyttelse og opdeling
Det sidste led i beskyttelsen af de første dreadnoughts var opdelingen af skibet under vandlinjen i adskillige vandtætte afdelinger. Hvis skroget blev gennemhullet af granater, miner, torpedoer eller en kollision, så vandet strømmede ind, ville i teorien kun et område blev oversvømmet, og skibet kunne overleve. For at gøre den forholdsregel endnu mere effektiv havde mange dreadnoughts ingen forbindelser mellem de forskellige sektioner under vandet, så selv et overraskende hul under vandlinjen ikke kunne sænke skibet. Der var imidlertid stadig situationer, hvor oversvømmelser spredtes mellem sektionerne under vandet.
Den største udvikling i dreadnoughternes beskyttelse kom med udviklingen af anti-torpedo udbulninger og torpedobælter, der begge var forsøg på at beskytte mod skader under vandet forårsaget af miner og torpedoer. Formålet med disse beskyttelsesmekanismer var at absorbere kraften fra en detonerende mine eller torpedo et godt stykke fra det egentlige skrog. Dette betød et indre skot langs siden af skroget, som generelt var lettere pansret for at opsamle splinter, der var adskilt fra det ydre skrog af et eller flere rum. Rummene blev enten efterladt tomme eller fyldt med kul, vand eller brændselsolie.

### Fremdrift
Dreadnoughts blev drevet frem af to til fire skruepropeller. Dreadnought selv, og alle britiske dreadnoughts, havde skruer som blev drevet af dampturbiner. I andre lande brugte den første generation af dreadnoughts de langsommere stempelmaskiner, som havde været standard i præ-dreadnoughts.
Turbiner gav mere kraft end stempelmaskiner målt på samme maskinstørrelse. Dette overbeviste sammen med en garanti på de nye maskiner fra opfinderen Charles Parsons, Royal Navy om at man skulle bruge turbiner i Dreadnought. Det hævdes ofte at turbiner havde den yderligere fordel, at de var renere og mere pålidelige end stempelmaskiner. I 1905 var der imidlertid nye modeller af stempelmaskiner på markedet, som var renere og mere pålidelige end de tidligere.
Turbiner var ikke uden ulemper. Ved normal marchhastighed, som var meget langsommere end topfart, var turbinerne ikke nær så brændstoføkonomiske som stempelmaskiner. Det var især vigtigt for flåder, der havde brug for lang rækkevidde ved marchhastighed – dvs. for U.S. Navy,
der planlagde i tilfælde af krig at sejre over Stillehavet og gå i krig med japanerne i Filippinerne. Dette var tankegangen bag den amerikanske beslutning om at opgive turbiner efter at have installeret dem i North Dakota (givet i ordre 1907, søsat 1908); Det var først med Nevada (givet i ordre 1911, søsat 1914), at turbiner igen blev indført i amerikanske dreadnoughts.
Ulemperne ved turbinen blev med tiden løst. Løsningen som med tiden blev indført bestod i gearede turbiner, hvor man ved hjælp af gearing reducerede antallet af omdrejninger på skruen, og dermed fik højere effektivitet. Denne løsning krævede imidlertid teknisk præcision i gearene og var derfor vanskelig at indføre.
Et alternativ var den turbo-elektriske motor, hvor dampturbinen genererede elektrisk strøm, som igen drev skruen. Denne metode blev foretrukket af den amerikanske flåde, som brugte den i alle dreadnoughts fra sent i 1915-1922. Fordelene ved denne metode var at den var billig, den gav mulighed for meget lukkede afdelinger under vandlinjen og en god ydelse bagude. Ulemperne var at maskineriet var tungt og følsomt overfor beskadigelser i kamp, især ved oversvømmelse af de elektriske systemer.
Turbinerne blev aldrig opgivet i slagskibene. En række lande overvejede at skifte til dieselmotorer fordi de havde en høj holdbarhed og fyldte mindre, men de vejede også mindre, fyldte mere i højden, leverede mindre kraft og blev anset for upålidelige.

#### Brændstof
Den første generation af dreadnoughts brugte kul til at ophede kedlerne, der førte damp til turbinerne. Kul var blevet brugt siden de allerførte dampdrevne krigsskibe, men havde mange ulemper. Det krævede meget arbejde at fylde kul ind i skibenes kullagre og derpå skovle det ind i kedlerne. Kedlerne blev fyldt med aske. Kullene afgav en tyk sort røg, som afslørede flådens position. Hertil kom at kul fyldte meget og havde en forholdsvis lille brændværdi. Kul var på den anden side ikke sprængfarlig og kunne bruges som en del af skibets beskyttelse.
Oliefyret fremdrift havde mange fordele for skibskonstruktører og søofficerer. Der var mindre røg, hvilket gjorde skibe mindre sårbare. Det kunne fødes ind i kedlerne automatisk, så man ikke behøvede fyrbødere. Olie har ca. den dobbelte brændværdi i forhold til kul. Det betød at kedlerne kunne være mindre, og med det samme volumen i olie kunne et oliefyret skib sejle meget længere.
Disse fordele betød at Fisher allerede i 1901 pressede på for at skifte til olie. Der var tekniske problemer med oliefyring som følge med den anderledes fordeling af vægten af olie sammenlignet med kul, samt problemerne med at pumpe tyktflydende olie. Hovedproblemet med at bruge olie var imidlertid, at bortset fra USA var alle de større flåder nødt til at importere deres olie. Det betød at en række flåder benyttede kedler som kunne bruge kul oversprøjtet med olie. Britiske skibe der var udstyret på den måde (herunder dreadnoughts) kunne endda bruge olie alene til op til 60 % af kraften. 
USA var en stor olieproducent, og den amerikanske flåde var den første som helt gik over til oliefyring. Beslutningen blev taget i 1919 og der blev bestilt oliefyrede kedler til Nevada klassen i 1911. Storbritannien var ikke langt bagefter, og besluttede i 1912 at bruge olie i Queen Elizabeth klassen; kortere britiske design- og byggetider betød at Queen Elizabeth blev taget i drift inden begge de to skibe i Nevada klassen. Storbritannien planlagde at skifte til blandet fyring i den efterfølgende Revenge klasse på bekostning af noget af hastigheden, men Fisher, som vendte tilbage i 1914, insisterede på alle kedler skulle være oliefyrede. Andre stormagters flåder beholdt blandet fyring indtil afslutningen af 1. Verdenskrig.

## Bygning af Dreadnoughts
Dreadnoughts blev udviklet som et skridt i et internationalt slagskibs våbenkapløb, som var begyndt i 1890'erne. Den britiske flåde havde et stor forspring i antallet af pre-dreadnought slagskibe, men førte kun med en dreadnought. Det har ført til kritik om at briterne ved at søsætte HMS Dreadnought smed en strategisk fordel over bord. De fleste af Storbritanniens konkurrenter sendte imidlertid deres planlagte slagskibe tilbage til designerne, så Storbritannien fik et pusterum.
Kapløbet om bygning af slagskibe tog snart fart igen og lagde en tung byrde på finanserne i de lande som deltog i det. De første dreadnoughts var ikke meget dyrere end de sidste pre-dreadnoughts, men prisen pr. skib fortsatte med at stige derefter. Moderne slagskibe var en afgørende del af flådemagten, på trods af prisen. Hvert slagskib var et signal om national magt og prestige på samme måde som atomvåben i dag.  Tyskland, Frankrig, Rusland, Italien og Østrig begyndte alle at bygge dreadnughts, og andenrangs nationer såsom Tyrkiet, Argentina, Brasilien og Chile bestilte dreadnoughts, der skulle bygges på britiske og amerikanske værfter.

### Britisk-tyske våbenkapløb
Bygningen af Dreadnought faldt sammen med en stigende spænding mellem Storbritannien og Tyskland. Tyskland var begyndt at bygge en stor kampflåde i 1890'erne som led i en bevidst politik om at udfordre Storbritanniens herredømme på havene. Med indgåelsen af Entente Cordiale mellem Storbritannien og Frankrig i april 1904 stod det mere klart at Storbritanniens hovedfjende på havet ville blive Tyskland, som opbyggede en stor moderne flåde. Denne rivaliseren førte til bygningen af de to største dreadnought flåder i førkrigsperioden.
Det første tyske svar på Dreadnought kom med Nassau klassen, som blev køllagt i 1907. Den blev fulgt af Helgoland klassen i 1909. Sammen med to slagkrydsere, en type som tyskerne havde mindre til overs for end Fisher, gav disse tre klasser Tyskland 10 moderne slagskibe, som var færdige eller under bygning i 1909. Mens britiske skibe var noget hurtigere end de tyske var et 12:10 forhold langt under det 2:1 forhold som den britiske flåde ønskede at opretholde.
I 1909 gav det britiske parlament tilladelse til bygning af yderligere fire slagskibe i håb om at Tyskland ville være villig til at forhandle en traktat om antallet af slagskibe. Hvis der ikke kunne findes en løsning ville der blive påbegyndt yderligere fire i 1910. Selv denne kompromisløsning betød (sammen med nogle sociale reformer) at skatterne steg så meget at de udløste en konstitutionel krise i Storbritannien i 1909-1910. I 1910 fortsatte det britiske 8 skibs bygningsprogram med fire Orion klasse super-dreadnoughts, og suppleret med slagkrydsere købt af Australien og New Zealand. I samme periode påbegyndte Tyskland kun tre skibe, hvilket gav Storbritannien en overlegenhed på 22 skibe mod 13. Den britiske beslutsomhed, som blev demonstreret af deres byggeprogram, fik Tyskland til at søge en forhandlet afslutning på våbenkapløbet. Mens Admiralitetets nye mål om at have 60 % flere slagskibe en Tyskland var tæt nok på Tirpitz' mål om at begrænse det britiske forspring til 50 % gik forhandlingerne i stå på spørgsmålet om britiske Commonwealth slagkrydsere skulle medtages i optællingen foruden andre forhold, såsom at Tyskland krævede anerkendelse af sin besiddelse af Alsace-Lorraine.
Flådekapløbet tog til i tempo i 1910 og 1911 hvor Tyskland påbegyndte fire slagskibe hvert år og Storbritannien 5. Spændingen kom til et højdepunkt efter den tyske flådelov af 1912. Den lagde op til en flåde med 33 tyske slagskibe og slagkrydsere, hvilket ville overgå Royal Navy i dens hjemlige farvande. For at gøre situationen værre for Storbritannien var den Østrig-ungarske flåde i gang med at bygge 4 dreadnoughts, mens italienerne havde fire og var ved at bygge yderligere to. Overfor disse trusler kunne Royal Navy ikke længere garantere vitale britiske interesser. Storbritannien stod overfor valget mellem at bygge flere slagskibe, trække sig tilbage fra Middelhavet eller søge en alliance med Frankrig. Yderligere skibsbygning ville være uacceptabelt dyrt i en tid hvor penge til social velfærd slugte en stadig større del af statsbudgettet. En tilbagetrækning fra Middelhavet ville betyde et stor indflydelsestab, svække britisk diplomati i Mellemøsten og ryste stabiliteten i det britiske imperium. Den eneste acceptable løsning, og den som marineminister Winston Churchill anbefalede var at foretage et brud med den hidtidige politik og indgå en alliance med Frankrig. Franskmændene måtte tage sig af Italien og Østrig-Ungarn i Middelhavet, mens briterne ville beskytte Frankrigs nordkyst. På trods af nogen modstand fra britiske politikere organiserede Royal Navy sig på dette grundlag i 1912.
På trods af disse vigtige strategiske konsekvenser havde flådeloven af 1912 ikke stor betydning på forholdet mellem flådernes størrelse. Storbritannien svarede igen med at køllægge 10 nye super-dreadnoughts i budgetterne for 1912 og 1913 – skibe af Queen Elizabeth og Revenge klasserne, som betød et yderligere skridt i forbedring af bevæbning, hastighed og beskyttelse – mens Tyskland køllagde 5 og koncentrerede sine ressourcer på hæren.

### USA
De amerikanske slagskibe i South Carolina klassen var de første kun-store-kanoner skibe, der blev færdiggjort af en af Storbritanniens rivaler. Planlægningen af denne type var påbegyndt inden HMS Dreadnought blev søsat. Selv om der er nogle spekulationer om at de amerikanske
skibe var påvirket af uformelle kontakter med velvillige embedsmænd i Royal Navy, var de amerikanske skibe meget anderledes.
Den amerikaske Kongres gav flåden tilladelse til at bygge to slagskibe, men de måtte højest være på 16.000 tons. Som følge heraf var South Carolina klassen bygget indenfor langt strammere begrænsninger end Dreadnought. For at få det mest mulige ud af den begrænsede vægt til våben blev alle otte 12-tommers kanoner placeret langs skibets midterlinie i overliggende par foran og bagude på skibet. Denne placering gav en bredside, der svarede til Dreadnoughts med færre kanoner. Det var den mest efficiente placering af kanonerne og var en forløber for den praksis som blev normal i fremtidige slagskibe. Der hvor man i første række sparede vægt i forhold til Dreadnought var i maskineriet. South Carolina havde stadig stempelmotorer, og havde kun en topfart på 18,5 knob i forhold til Dreadnoughts 22,5 knob. Det var af den grund, at den senere Delaware klasse af nogle blev omtalt for U.S. Navy's første dreadnoughts. Blot få år efter deres ibrugtagning kunne South Carolina klassen ikke operere taktisk sammen med de nyere dreadnoughts på grund af deres lave hastighed, og var tvunget til at operere sammen med de ældre præ-dreadnoughts.
De to skibe i Delaware klassen var de første amerikanske slagskibe, som kunne matche hastigheden i de britiske dreadnoughts. Beslutningen om at bygge et 10-kanoners skib på 20,500 ton i stedet for et 12-kanoners på 24.000 ton blev kritiseret, fordi det sekundære batteri var 'vådt', dvs. blev ramt af bølgerne, og boven lå lavt i vandet. Det alternative 12-kanoners design havde også mange ulemper. De ekstra to kanoner og en lavere kasemat havde skjulte omkostninger – de to kanontårne i siderne svækkede det øverste dæk, var næsten umulige at beskytte ordentligt mod undervandsangreb og betød at magasinerne blev placeret for tæt på skibets sider.
U.S. Navy fortsatte med at udvide sin kampflåde og påbegyndte to skibe i de fleste efterfølgende år indtil 1920. Amerikanerne fortsatte med at bruge stempelmotorer som alternativ til turbiner indtil Nevada klassen blev påbegyndt i 1912. Dette var til dels udtryk for en forsigtig indgangsvinkel til bygning af slagskibe og dels udtryk for at man foretrak lang rækkevidde for høj fart.

### Japan
Efter sejren i den Russisk-japanske krig i 1904-1905 blev japanerne bekymrede for muligheden for at komme i krig med USA. Teoretikeren Sato Tetsutaro udviklede en doktrin om at Japan skulle have en kampflåde på mindst 70 % af USA's. Dette ville gøre det muligt for Japan at vinde to afgørende slag i en krig, først et tidligt slag mod den amerikanske stillehavsflåde, og senere et andet mod den amerikanske atlanterhavsflåde, som uundgåeligt ville blive sendt af sted som forstærkning.
Japans første prioritet var at ombygge de præ-dreadnoughts, som det havde erobret fra Rusland og færdiggøre Satsuma og Aki. Satsuma klassen var tegnet før Dreadnought, men på grund af økonomiske begrænsninger efter den Russisk-japanske krig blev færdiggørelsen forsinket, og skibene kom til at bære en blandet bevæbning, så de blev kendt som 'semi-dreadnoughts'. De blev efterfulgt af en modificeret Aki-type: Kawachi og Settsu. Disse to skibe blev køllagt i 1909 og leveret i 1912. De var bevæbnet med 12 12-tommers kanoner, men disse var af to forskellige modeller med forskellige længder kanonrød, hvilket betød at de ville få problemer med at styre deres skydning på lange afstande.

### I andre lande
Sammenlignet med de andre store flådenationer var Frankrig langsom til at begynde at bygge dreadnoughts, og færdiggjorde i stedet den planlagte Danton klasse af præ-dreadnoughts, hvoraf fem blev køllagt i 1907 og 1908. Først i september 1910 blev det første skib i Courbet klassen køllagt, hvilket gjorde Frankrig til det 11. land i dreadnought kapløbet. I flåde estimaterne fra 1911 hævdede Paul Bénazet at i løbet af perioden fra 1896 til 1911 faldt Frankrig fra at være verdens næststørste flådemagt til at være nr. 4. Han begrundede dette med problemer med vedligeholdelsesrutiner og forsømmelser. Den tættere alliance med Storbritannien betød at de mindre styrker var mere end tilstrækkelige til at dække Frankrigs behov.
Den italienske flåde have fået forslag om et kun-store-kanoner slagskib fra Cuniberti længe inden Dreadnought blev søsat, men det tog indtil 1909 inden Italien køllagde en selv. Bygningen af Dante Alighieri blev igangsat efter rygter om at Østrig-Ungarn var gået i gang med at bygge dreadnought. Der fulgte yderligere fem dreadnoughts af Cavour og Andrea Doria klassen idet Italien prøvede at fastholde sit forspring i forhold til Østrig-Ungarn. Disse skibe forblev kernen i den italienske flåde indtil 2. Verdenskrig. Den efterfølgende Caracciolo klasse blev opgivet ved udbruddet af 1. Verdenskrig.
I januar 1909 cirkulerede der et dokument blandt østrig-ungarske admiraler, der foreslog bygning af en flåde på fire dreadnoughts. En regeringskrise i 1909-1910 førte til at bygningen ikke blev godkendt. På trods heraf blev der påbegyndt to dreadnoughts af skibsværker som et sats, og de blev senere bevilget sammen med yderligere to. De skibe, der kom ud af det, var alle af Tegetthoff klassen, og blev efterfulgt af yderligere fire skibe, men disse blev opgivet ved 1. Verdenskrigs udbrud.
I juni 1909 indledte den kejserlige russiske flåde bygningen af fire dreadnoughts af Gangut klassen til Østersøflåden, og i oktober 1911 yderligere tre af Imperatritsa mariya klassen til Sortehavsflåden. Af de syv skibe blev kun et færdigt indenfor fire år fra køllægningen, og Gangut skibene var forældede og distancerede da de blev taget i brug. På baggrund af læren fra Tsushima og influeret af Cuniberti endte de med nærmere at være langsommere versioner af Fishers slagkrydsere end Dreadnoughts, og viste sig at have alvorlige fejl i form af mindre kanoner og tyndere panser sammenlignet med samtidige dreadnoughts.
Spanien bestilte tre skibe af España klassen, hvoraf det første blev køllagt i 1909. De tre skibe blev de mindste dreadnoughts der blev bygget overhovedet. Selv om de blev bygget i Spanien, blev det lavet med britisk hjælp. F.eks. tog bygningen af det tredje skib, Jaime I, ni år at bygge fra køllægning til ibrugtagning på grund af udeblevne leverancer af kritiske materialer, herunder kanoner fra Storbritannien.
Brasilien blev det tredje land, som indledte bygning af dreadnoughts, der blev påbegyndt på engelske skibsværfter i 1907. Det satte gang i et mindre våbenkapløb i Sydamerika, da Argentina og senere Chile bestilte dreadnoughts. Argentina bestilte dem på amerikanske skibsværfter, Chile på britiske. Begge Chiles slagskibe blev købt af Storbritannien ved krigens udbrud. Det ene blev senere returneret til den chilenske regering.
Holland havde i 1912 planer om at udskifte sine gamle panserskibe med en moderne flåde, der skulle bestå af mindst fem dreadnoughts. Der blev længe nusset med tegningerne og det tog lang tid at få taget en politisk beslutning, så skibene blev først bestilt i sommeren 1914, hvor udbruddet af 1. Verdenskrig satte en stopper for den ambitiøse flådeplan.
Tyrkiet bestilte to dreadnoughts fra britiske værfter, og de blev beslaglagt af briterne ved 1. verdenskrigs udbrud, med henblik på at forstærke den britiske flåde, og undgå at skibene faldt i fjendens hænder. Skibene Reshadiye og Sultan Osman I blev omdøbt til HMS Erin og Agincourt. Beslaglæggelsen af skibene blev efterfulgt af at Tyskland forærede Tyrkiet to krigsskibe, slagkrydseren Goeben og krydseren Breslau. Det blev en vigtig faktor for det Osmanniske Riges beslutning om at slutte sig til Centralmagterne.
Grækenland havde bestilt en dreadnought i Tyskland, men arbejdet blev stoppet ved krigens udbrud. Hovedbevæbningen til det græske skib var bestilt i USA, og kanonerne blev senere installeret i en klasse af britiske monitorer. Grækenland købte i 1914 to præ-dreadnoughts fra den amerikanske flåde, som blev omdøbt til Kilkis og Limnos.
Trods Danmarks stolte traditioner som flådemagt blev der aldrig bygget en dansk dreadnought. De største danske skibe i dreadnought æraen var kystforsvarsskibe på omkring en tredjedel af HMS Dreadnoughts størrelse.

### Super-dreadnoughts
Fem år efter ibrugtagningen af Dreadnought byggedes der en ny generation af kraftigere "super-dreadnoughts". Man kæder det normalt sammen med påbegyndelsen af den britiske Orion klasse. Det som gjorde dem "super" var at de var tungere, havde 13,5-tommer kanoner og placering af alle kanoner på midterlinjen. I løbet af de fire år mellem Dreadnought og Orion var størrelsen vokset med 25 % og vægten af en bredside var fordoblet.
De britiske super-dreadnoughts blev fulgt af tilsvarende skibe fra andre nationer. Den amerikanske flådes New York klasse, som blev køllagt i 1911 havde 14-tommer kanoner, og denne kaliber blev standard. I Japan blev to super-dreadnoughts af Fuso klassen køllagt i 1912 efterfulgt af to af Ise klassen i 1914. Begge klasser havde 14-tommer kanoner. I 1917 blev Nagato klassen bestilt. De var de første der havde 16-tommer kanoner, hvilket gjorde dem til de kraftigste slagskibe i verden. Alle skibene blev i stigende grad bygget af japanske materialer.
I Frankrig blev Courbet klassen fulgt af tre super-dreadnoughts af Bretagne klassen, der var udstyret med 34 cm kanoner. Yderligere fem fra Normandie klassen blev opgivet ved udbruddet af 1. Verdenskrig. I den tyske flåde skete der ikke en tilsvarende forøgelse i kanonernes kaliber, da den tyske flåde mente at deres eksisterende 12-tommer kanoner kunne modsvare de britiske 13,5-tommers.
Senere britiske super-dreadnoughts, fortrinsvis Queen Elizabeth klassen måtte opgive et tårn til fordel for større oliefyrede kedler. Den nye 15-tommer kanon gav en større ildkraft på trods af tabet af et kanontårn, og der var et tykke panserbælte og forbedret undervandsbeskyttelse. Klassen kunne sejle 25 knob, og blev anset for de første hurtige slagskibe.
Den svaghed i designet af super-dreadnoughts, som adskilte dem fra skibe bygget efter 1. Verdenskrig, var placeringen af panseret. Panseret lagde vægten på den lodrette pansring, som behøvedes i slag udkæmpet på kortere afstande. Disse skibe kunne angribe på 20 km afstand, men var sårbare overfor granater, der blev affyret i en høj bane. Senere skibe havde normalt et panser på 13 til 15 cm på dækket for at kunne modstå denne form for beskydning. Immunitetszoner blev et centralt begreb ved udformning af slagskibe. Mangel på undervandsbeskyttelse var også en svaghed ved disse tidlige modeller, og den blev først udviklet i takt med at truslen fra torpedoer blev reel.
Den amerikanske flådes 'standard-type' af slagskibe, fra og med Nevada klassen, blev bygget med henblik på kamp over lange afstande med højbane beskydning. De blev påbegyndt i 1912, fire år før Søslaget ved Jylland lærte flåderne om faren ved kanonskydning på lang afstand. Væsentlige karakteristika ved standard slagskibene var alt-eller-intet panser og "gummibådskonstruktion", der var en filosofi hvorefter kun de vigtigste dele af skibet blev omgivet af panser, der til gengæld var så tykt som muligt. Samtidig blev skibet bygget, så det pansrede område havde tilstrækkelig opdrift til at kunne holde hele skibet oppe, selv om området udenfor pansringen blev oversvømmet. Dette design blev afprøvet i kamp under Flådeslaget ved Guadalcanal under 2. Verdenskrig, hvor en uheldig vending af USS South Dakota udsatte den for beskydning for japanske kanoner; men selv om den fik 26 alvorlige træffere forblev det pansrede område uskadt, og skibet holdt sig flydende og fungerede indtil slagets afslutning.

## I kamp
Første Verdenskrig var næsten et antiklimaks for de store dreadnought flåder. Der var ingen afgørende sammenstød mellem moderne kampflåder der kunne sammenlignes med Tsushima. Slagskibenes rolle var marginal sammenlignet med de store landslag i Frankrig og Rusland. De havde også kun marginal betydning ved flådekampene rundt om Storbritannien under 1. Verdenskrig.
De geografiske forhold betød at Royal Navy forholdsvis let kunne holde den tyske højsøflåde indespærret i Nordsøen. Begge sider var klar over, at på grund af den britiske flådes større styrke ville et storslag resultere i en britisk sejr. Den tyske strategi gik derfor ud på at fremprovokere et slag på fordelagtige betingelser: enten ved at trække en del af den britiske flåde i kamp alene, eller ved at gennemføre et slag nær den tyske kyst, hvor egne minefelter, torpedobåde og ubåde kunne udjævne odds. Tyskerne forestillede sig også brug af zeppelinerer til at opdage den britiske flåde på lang afstand.
I de første to år af krigen var søkrigen i Nordsøen begrænset til træfninger mellem slagkrydsere i Slaget ved Helgolandsbugten og Slaget ved Dogger Banken samt angreb på den britiske kyst. I sommeren 1916 blev der gjort et nyt forsøg på at trække britiske skibe ind i et slag på fordelagtige betingelser i Slaget ved Jylland, som heller ikke bragte en afgørelse.
På de andre krigsskuepladser var der ingen afgørende slag. I Sortehavet var der træfninger mellem Russiske og Tyrkiske slagskibe, men ikke mere. I Østersøen var krigen stort set begrænset til angreb på konvojer og udlægning af minefelter. Krigen i Adriaterhavet afspejlede på en måde Nordsøen. Den østrig-ungarske dreadnought flåde blev holdt indespærret af blokerende franske og britiske flåder. Og i Middelhavet var den vigtigste brug af slagskibe som støtte af amfibieangrebet ved Gallipoli.
Krigens gang viste også hvor sårbare slagskibe var overfor billigere våben. I september blev truslen fra ubåde mod slagskibe demonstreret ved vellykkede angreb på britiske krydsere, herunder sænkningen af tre ældre britiske panserkrydsere af den tyske ubåd U-9 på under en time. Miner fortsatte ved at vise sig som en trussel en måned senere, da den netop ibrugtagne britiske super-dreadnought HMS Audacious stødte på en. I slutningen af oktober havde den britiske strategi og taktik i Nordsøen ændret sig til at mindske risikoen for ubådsangreb. Selv om slaget ved Jylland var det eneste større sammenstød mellem slagskibsflåder i historien var den tyske plan for slaget baseret på ubådsangreb på den britiske flåde, og den tyske flådes flugt fra den overlegne britiske ildstyrke blev gennemført ved at tyske krydsere og destroyere nærmede sig de britiske slagskibe, hvilket fik dem til at vende om, for at undgå faren for torpedoangreb. Yderligere knappe forbiere ved ubådsangreb og tab blandt krydserne førte til en stigende paranoia i den britiske flåde vedrørende slagskibenes sårbarhed.
På den tyske side besluttede højsøflåden ikke at søge kamp med briterne uden assistance fra ubådene, og da behovet for ubåde var størst til angreb på handelsskibene blev højsøflåden i havn i det en stor del af resten af krigen. Andre krigsskuepladser viste også mine fartøjers rolle i at beskadige eller ødelægge dreadnoughts. De to østrigske dreadnoughts, der gik tabt i 1918, blev ødelagt af torpedobåde og frømænd.

## Bygning af slagskibe efter 1914
Udbruddet af 1. verdenskrig stoppede flådekapløbet, da penge og tekniske ressourcer blev omallokeret til mere presserende formål. Støberierne som fremstillede skibskanoner blev sat til at støbe landbaserede kanoner, og skibsværfterne blev oversvømmet af ordrer på mindre skibe. De svagere flådemagter i krigen, såsom Frankrig, Østrig-Ungarn, Italien og Rusland, suspenderede deres flådeprogrammer. Storbritannien og Tyskland fortsatte med at bygge slagskibe og slagkrydsere, men i et mindre omfang.
I Storbritannien betød regeringens udsættelse af byggeriet af slagskibe og Jackie Fishers tilbagevenden til Admiralitetet i 1914 en fornyet fokus på slagkrydseren. De sidste enheder i Revenge og Queen Elizabeth klasserne blev bygget færdige som slagkrydsere i
Renown klassen. Fisher lod disse skibe følge af den endnu mere ekstreme Courageous klasse af meget hurtige og tungt bevæbnede skibe med minimal panser, kaldet store lette krydsere, for at omgå regeringens forbud mod nye slagskibe. Fishers mani for fart kulminerede i hans forslag om HMS Incomparable, en kæmpestor letpansret slagkrydser.
I Tyskland blev to enheder af Bayern klassen fra før krigen gradvis færdiggjort, men de andre to køllagte skibe var stadig ikke færdige ved krigens slutning. Hindenburg, der også var køllagt inden krigen, blev færdig i 1917. Mackensen klassen af slagkrydsere, der blev tegnet i 1914-1915, blev påbegyndt, men aldrig bygget færdige.
På tråds af pausen i bygning af slagskibe under Verdenskrigen var der i årene 1919-1922 udsigt til et fornyet våbenkapløb mellem Storbritannien, Japan og USA. Slaget ved Jylland udøvede en stor indflydelse på skibskonstruktørerne i denne periode. De første skibe, som passede ind i dette billede, var de britiske slagkrydsere af 'Admiral' klassen, der blev tegnet i 1916. Jyllandsslaget overbeviste endeligt Admiralitetet om at letpansrede slagkrydsere var for sårbare, og derfor var de endelige tegninger udstyret med et langt større panser, som fik vægten til at stige til 42.000 ton. Initiativet til et nyt våbenkapløb stammede imidlertid fra de japanske og amerikanske flåder. De Forenede Stater havde vedtaget bygning af 156 nye skibe i 1916, heriblandt 10 slagskibe og 6 slagkrydsere. For første gang truede De Forenede Staters flåde med at blive større end den britiske flåde. Byggeprogrammet kom kun langsomt i gang, til dels for at lære af slaget ved Jylland. De nye amerikanske skibe (Colorado klassen af slagskibe og Lexington klassen af slagkrydsere, udgjorde et kvalitativt spring i forhold til de britiske Queen Elizabeth og Admiral klasser ved at benytte 16-tommer kanoner.
På samme tid fik den japanske flåde endelig tilladelse til at bygge sin otte-otte flåde. Nagato klassen, som var godkendt i 1916, havde otte 16-tommer kanoner, ligesom deres amerikanske modparter. Det følgende års flådelov indeholdt yderligere to slagskibe og to slagkrydsere. Slagskibene, som blev til Kaga klassen, skulle udstyres med ti 16-tommer kanoner. Slagkrydserne af Amagi klassen fik også ti 16-tommer kanoner og var konstrueret, så de kunne sejle 30 knob, hvilket var hurtigere end de nye britiske og amerikanske slagkrydsere.
Tingene tog en yderligere drejning mod det værre i 1919 da Woodrow Wilson foreslog en yderligere udvidelse af den amerikanske flåde og bad om bevillinger til yderligere ti slagskibe og seks slagkrydsere udover færdiggørelse af byggeprogrammet fra 1916. Som svar godkendte det japanske parlament endelig færdiggørelsen af 'otte-otte flåden' med yderligere fire slagskibe. Disse skibe, (Kii klassen) var på 43.000 ton. Det næste design Nr. 13 klassen ville have fået 18-tommer kanoner. Mange i den japanske flåde var stadig utilfredse og efterlyste en 'otte-otte-otte' flåde med 24 moderne slagskibe og slagkrydsere.
Briterne, som var forarmede af 1. Verdenskrig stod overfor at falde bagefter USA og Japan. Der var ikke påbegyndt skibe siden 'Admiral' klassen, og af disse var kun HMS Hood blevet færdiggjort. En admiralitetsplan fra juni 1919 skitserede en flåde efter krigen bestående af 33 slagskibe og 8 slagkrydsere, der kunne bygges og vedligeholdelse for £171 mio. om året, men der var kun £84 mio. til rådighed. Admiralitetet krævede så, som et absolut minimum, yderligere otte slagskibe. Disse skibe ville være blevet 'G3' slagkrydsere med 16-tommer kanoner og N3-slagskibe med 18-tommer kanoner. Tyskland var ikke med i dette kapløb. De fleste af de tyske dreadnoughts var blevet sænket af deres besætninger ved Scapa Flow i 1919. Resten blev overdraget de allierede som krigsbytte.
I stedet for de meget uhyre kostbare byggeprogrammer indgik de store flådemagter Washington flådetaktaten i 1922. Traktaten fastlagde en liste af skibe, herunder de fleste af de ældre dreadnoughts og næsten alle de nye skibe under bygning, som skulle skrottes eller på anden vis udgå. Det fastlagde herefter en pause for nybygning, i hvilken der ikke måtte påbegyndes nye slagskibe eller slagkrydsere. Skibene som overlevede traktaten, herunder de mest moderne super-dreadnoughts i alle tre flåder, udgjorde hovedparten af verdens store skibe i 1920'erne og 1930'erne og med nogen fornyelser ind i 2. Verdenskrig. Skibene, som blev bygget indenfor rammerne i traktaten for at erstatte forældede skibe blev kendt som traktat-slagskibe.
Herefter blev begrebet 'dreadnought' brugt mindre. De fleste præ-dreadnought skibe blev skrottet efter 1. Verdenskrig, eller skrogene blev brugt til andre formål. så begrebet 'dreadnought' blev knap så nødvendigt. Alligevel blev slagskibene under 2. Verdenskrig nogle gange omtalt som dreadnoughts.

## Eksterne kilder
- Britiske og tyske Dreadnoughts Arkiveret 5. oktober 2007 hos  Wayback Machine